# Sor (geomorfologija)
Sor (kazaški: сор; turkmenski: v) je zatvorena depresija bez odvoda karakteristična za srednjoazijske pustinje, a nalazi se posebno u Kazahstanu. Sor su sezonski poplavljeni, formirajući jezero, koje postaje unutarnja slana močvara, a zatim slana ravnica kada se isuši.
Izraz je dio nekih toponima Kazahstana, kao što su Aralsor, Azhibeksor, Karasor, Shandaksor, Sorkol, Sorasha, Shureksor, Tuzdysor, Altybaysor, Mangisor i Sor Tuzbair.

## Opis
Sor se formira u ravnicama sušnih područja ili pustinja. Obilne sezonske kiše koje se obično događaju u proljeće dovode do nakupljanja vode na dnu depresije. Privremeno jezero karakterizira jasno definirana obala. Kako se približava ljeto, jezero se brzo suši zbog visokih temperatura, stvarajući slanu ravnicu sa slojem soli različite debljine. U suhom ravnom prostoru podzemna voda se nalazi blizu površine.
Iako se obično sor nalazi daleko od morske obale, jedna uvala u južnoj obali Mrtvog Kultuka imala je karakteristike sora i bila je poznata kao "Sor Kaydak". Međutim, u posljednjim je desetljećima izgubila svoju prepoznatljivu obalu zbog porasta razine Kaspijskog jezera i postala slana močvara.

## Flora
Smješten u područjima rijetke vegetacije, tipični sorski krajolik prilično je neplodan. Čvrsti halofiti kao što je Halocnemum strobilaceum među jedinim su vrstama koje mogu rasti u takvom okruženju.

## Vanjske poveznice
- Salt Lake Colors, Kazakhstan  Arhivirana inačica izvorne stranice od 23. siječnja 2023. (Wayback Machine)